# René Vidal Merino
René Vidal Merino (Curicó, 8 de octubre de 1901 - 7 de abril de 1987, Santiago) fue un militar y político chileno. Comandante en jefe del Ejército por un breve periodo en noviembre de 1958.
Anteriormente entre 1955-1956 se desempeñó como ministro del Trabajo en el gobierno de Carlos Ibáñez del Campo.

## Biografía
Nació en Curicó el 8 de octubre de 1901, hijo de Ramón Vidal y Julia Merino.
Se casó con María Margarita Basauri Velázquez (n. 1904) y fueron padres de Margarita (n. 28 de octubre de 1936) y René (General de Ejército).

## Trayectoria militar
En 1921 ingresa como Cadete de la Escuela Militar y egresa como Teniente 2.º de Infantería, siendo su primera destinación el Regimiento de Infantería N.º  2 Maipo.
Posteriormente presta servicios en el Regimiento de Infantería N.º 1 Buin y en el grado de Capitán, en el Regimiento de Infantería N.º  4
Rancagua.
Alumno del primer año de la Academia de Guerra, recibiendo en 1938 el título de Oficial de Estado Mayor, al año siguiente es designado Profesor del mencionado Instituto.
Al ascender a Teniente Coronel, entre 1946 y 1947 participa en un Curso Regular en la Escuela de Comando de Fort Heavenworth en Kansas, Estados Unidos. A su regreso al país, asume como Comandante del Regimiento de Infantería N.º 13 Andalién, ya al mismo tiempo, pasa a cumplir funciones en el Estado Mayor General.
Siendo Coronel es nombrado Secretario del Consejo Superior de la Defensa Nacional.
En 1954, es General de Brigada y se desempeña como Comandante en Jefe de la IV División de Ejército y, al año siguiente, cumplirá funciones similares en la I División.
Cuartel Maestre General del Ejército en 1955, asume con el grado de General de División, la Jefatura del Estado Mayor de las Fuerzas Armadas. El 12 de diciembre de ese año es nombrado por el presidente Carlos Ibáñez del Campo como ministro del Trabajo.
El 3 de noviembre de 1958, es nombrado Comandante en Jefe del Ejército, cargo que desempeña hasta el día 13.
Al año siguiente, se le concede el retiro de la Institución.
Falleció en Santiago el 7 de abril de 1987 a los 85 años.

## Antecedentes militares
- 1921: Cadete de la Escuela Militar
- 1924: Alférez
- 1925: Subteniente
- 1931: Teniente
- 1936: Capitán
- 1941: Mayor
- 1946: Teniente coronel
- 1950: Coronel
- 1954: General de Brigada
- 1955: General de División
- 1958: General de Ejército